# 也速不花大王
也速不花（蒙古語：Yesü buqa，?—?），蒙古帝国宗室人物，孛儿只斤氏。
也速不花是成吉思汗的侄子，别里古台的次子，罕禿忽的弟弟、口温不花的哥哥。也速不花去世很早，他的儿子是廣寧王爪都。爪都生子帖木兒大王、乃顏大王。乃顏大王生子脫鐵木兒大王。